# My Own
My Own è il secondo album in studio del rapper statunitense Young Bleed, pubblicato il 19 ottobre 1999 dalla Priority Records.

## Tracce
1. Bless 'Em All – 3:09
2. I Couldn't C' It – 3:57
3. Trecherous – 2:28
4. Time and Money (feat. Too $hort) – 4:46
5. All They Lef' Me Wuz' da' Streets (feat. Gram e Jennifer Brumfield) – 5:31
6. A Husla' (feat. Daz Dillinger e Lay-Lo) – 4:22
7. No Disrespect – 4:33
8. Minute ta' Breathe – 3:34
9. Give and Take – 4:15
10. Bounce, Mob, Skate (feat. Lucky Knuckles e J-Von) – 4:52
11. To Be a Soldier – 4:44
12. My Own (feat. Jennifer Brumfield e Gram) – 4:52

## Classifiche
| Classifica (2000) | Posizione massima |
| ----------------- | ----------------- |
| Stati Uniti       | 61                |